# مرحاوي قدس
مرحاوي قدس (بالإنجليزية: Merhawi Kudus) (و. 1994  م) هو راكب دراجة هوائية، من إرتريا، ولد في أسمرة، شارك في طواف إسبانيا، وطواف إسبانيا 2014.

## سباقات أو مراحل فاز بها
| التاريخ        | السباق                                                         | المركز                                                                   |
| -------------- | -------------------------------------------------------------- | ------------------------------------------------------------------------ |
| 22 فبراير 2013 | طواف إريتريا 2013                                              |                                                                          |
| 13 أغسطس 2013  | طواف أين 2013                                                  | الثالث في تصنيف أفضل شاب                                                 |
| 05 ديسمبر 2013 | 2013 African Road Cycling Championships Men U23 RR             |                                                                          |
| 05 ديسمبر 2013 | 2013 African Road Cycling Championships Men RR                 |                                                                          |
| 08 مارس 2014   | طواف لانكاوي 2014                                              |                                                                          |
| 12 أبريل 2014  | Mzansi Tour 2014                                               |                                                                          |
| 01 يناير 2015  | 2015 Eritrea National Road Cycling Championships - Men U23 ITT | الفائز في التصنيف العام                                                  |
| 11 فبراير 2015 | 2015 African Road Cycling Championships Men U23 ITT            | الفائز في التصنيف العام                                                  |
| 14 فبراير 2015 | 2015 African Road Cycling Championships Men U23 RR             |                                                                          |
| 26 يوليو 2015  | سباق طواف فرنسا 2015                                           | العاشر في تصنيف أفضل شاب                                                 |
| 21 فبراير 2016 | طواف عمان 2016                                                 | الثاني في تصنيف أفضل شاب، التاسع في التصنيف العام                        |
| 24 يونيو 2016  | سباق الطريق ضد الساعة للرجال في بطولة إريتريا 2016             |                                                                          |
| 24 يونيو 2016  | سباق الطريق ضد الساعة للرجال تحت 23 سنة في بطولة إريتريا 2016  | الفائز في التصنيف العام                                                  |
| 26 يونيو 2016  | سباق الطريق للرجال تحت 23 سنة في بطولة إريتريا 2016            | الفائز في التصنيف العام                                                  |
| 19 فبراير 2017 | طواف عمان 2017                                                 | الأول في تصنيف أفضل شاب، الرابع في التصنيف العام، السابع في تصنيف النقاط |
| 25 يونيو 2017  | سباق الطريق للرجال في بطولة إريتريا 2017                       |                                                                          |
| 24 يونيو 2018  | سباق الطريق للرجال في بطولة إريتريا 2018                       | الفائز في التصنيف العام                                                  |
| 03 مارس 2019   | طواف رواندا 2019                                               | الفائز في التصنيف العام                                                  |
| 28 يونيو 2019  | سباق الطريق ضد الساعة للرجال في بطولة إريتريا 2019             |                                                                          |
| 25 يونيو 2021  | سباق الطريق ضد الساعة للرجال في بطولة إريتريا 2021             | الفائز في التصنيف العام                                                  |
| 27 يونيو 2021  | 2021 Eritrea National Road Cycling Championships Men RR        |                                                                          |
| 24 يونيو 2022  | 2022 Eritrea National Road Cycling Championships Men ITT       |                                                                          |
| 26 يونيو 2022  | 2022 Eritrea National Road Cycling Championships Men RR        | الفائز في التصنيف العام                                                  |
| 23 يونيو 2023  | 2023 Eritrea National Road Cycling Championships - Men ITT     |                                                                          |
| 26 مايو 2024   | 2024 Tour of Japan                                             |                                                                          |
| 25 يوليو 2024  | 2024 Tour de Banyuwangi Ijen                                   | الفائز في التصنيف العام                                                  |

## روابط خارجية
- مرحاوي قدس على موقع الاتحاد الدولي للدراجات (الإنجليزية)
- مرحاوي قدس على موقع أرشيف الدراجات (الإنجليزية)
- مرحاوي قدس على موقع إحصائيات الدراجات الإحترافية (الإنجليزية)
- مرحاوي قدس على موقع نسبة الدراجات (الإنجليزية)
- مرحاوي قدس على موقع أوليمبيديا (الإنجليزية)